# Кучкин, Геннадий Павлович
Геннадий Павлович Кучкин (5 февраля 1954 — 28 декабря 2022) — Герой Советского Союза, заместитель командира мотострелкового батальона по политической части 101-го мотострелкового полка 5-й гвардейской мотострелковой дивизии 40-й армии Туркестанского военного округа (ограниченный контингент советских войск в Демократической Республике Афганистан), капитан.

## Биография и военная карьера
Родился 5 февраля 1954 года в городе Кинель ныне Самарской области в семье рабочего. Русский. Окончил 10 классов.
В Советскую Армию был призван 1 августа 1971 года Железнодорожным райвоенкоматом города Ульяновска. В 1975 году окончил Ульяновское гвардейское высшее танковое командное дважды Краснознамённое, ордена Красной Звезды училище имени В. И. Ленина. Член КПСС с 30 ноября 1976 года. Командовал танковым взводом, возглавлял комсомольский комитет полка, служил заместителем командира танкового, а затем мотострелкового батальона по политической части. Капитан (28 февраля 1982).
С июля 1981 года находился в составе ограниченного контингента советских войск в Демократической Республике Афганистан.
Участвовал в 128 выходах на боевые операции. Содействовал в захвате 5 караванов с оружием, ликвидации 11 исламских комитетов. Батальоном было уничтожено более 930 душманов и захвачено 493 единицы оружия. При проведении боевых операций в городе Герат проявил исключительное мужество, самоотверженность, героизм.
29 апреля 1982 года, грамотно выбирая своё место в бою, во главе мотострелковой роты локализовал две банды и в последующем уничтожил их.
3 мая 1982 года, получив легкие осколочные ранения и контузию от разрыва гранаты, остался в строю, вынес с поля боя 5 раненых, чем спас им жизнь.
18 мая 1982 года лично управлял боем и корректировал огонь артиллерии. С риском для жизни обеспечил уничтожение 59 душманов, захват 37 единиц оружия, пропагандистских исламских материалов. Взял в плен инструктора душманов.

## Подвиг
Из наградного листа о присвоении звания Герой Советского Союза:
«19 августа 1982 года, лично организуя взаимодействие с подразделениями 17-й пехотной дивизии ДРА, на двух бронетранспортёрах, вступил в бой с прорвавшимся отрядом противника до 70 человек. Возглавил бой. Находясь в горящем бронетранспортёре, получив тяжёлую контузию от подрыва бронетранспортёра на мине и многочисленные осколочные ранения лица, спины, рук от разрыва двух попавших в бронетранспортёр гранат, проявил хладнокровие, личную храбрость руководил боем и рассеял отряд противника манёвром и огнём. Остался в строю. Не имея потерь среди личного состава, уничтожил 43 душмана, 12 взял в плен, захватил 2 ДШК, 51 единицу оружия и 7000 боеприпасов».

## Звание Герой Советского Союза
Указом Президиума Верховного Совета СССР от 3 марта 1983 года — «за мужество и героизм, проявленные при оказании интернациональной помощи Демократической Республике Афганистан, капитану Кучкину Геннадию Павловичу присвоено звание Героя Советского Союза с вручением ордена Ленина и медали „Золотая Звезда“ (№ 11491)».

## Дальнейшая жизнь
Возвратившись в Советский Союз, продолжил службу в Вооружённых Силах. Окончил Военно-политическую академию имени В. И. Ленина. В период распада СССР Г. П. Кучкин был уволен из армии за отказ принять во второй раз присягу, но уже на верность Украине, где его танковый полк в это время располагался.
Жил в городе Кинель. Активно участвовал в общественной жизни. Являлся председателем Самарской областной организации Героев, членом областного Совета ветеранов Афганской войны (1979—1989).
Скончался 28 декабря 2022 года.

## Награды
- Медаль «Золотая Звезда» (3.03.1983);
- орден Ленина (3.03.1983);
- медали, в том числе:
- медаль «За боевые заслуги» — за образцовое выполнение интернационального долга в ДРА (6.05.1982).

## Признание заслуг
В мае 2009 года на здании школы № 1 в городе Кинель, в которой учился Герой, установлена мемориальная доска.